# Население на Бутан
Населението на Бутан през 2005 година е 2 232 291 души.

## Възрастов състав
(2007)
- 14 години: 38,6% (мъже 465 340 / жени 433 184)
- 15-64 години: 57,4% (мъже 688 428 / жени 647 134)
- над 65 години: 4% (мъже 47 123 / жени 46 640)

## Коефициент на плодовитост
- 2009-2.38